# Херфёльге (футбольный клуб)
«Херфёльге» — датский футбольный клуб из посёлка Херфёльге. Главным достижением клуба, является победа в Чемпионате Дании в 2000 году, в общей сложности в высшем дивизионе чемпионата Дании клуб провёл 16 сезонов. 27 февраля 2007 года, руководством клуба было принято решение о слиянии с клубом Кёге, но в связи с тяжёлым финансовым положением последнего слияние клубов так и не состоялось. В 2009 году слияние состоялось и был образован «ХБ Кёге». В настоящее время «Херфёльге» является фарм-клубом «ХБ Кёге» и выступает в одной из региональных лиг Дании.

## Достижения
- Чемпион Дании (1): 1999/00